# What Makes You Beautiful
«What Makes You Beautiful» — en català: El que et fa bonica — és la primera cançó de la boyband britanicoirlandesa One Direction formada l’any 2010 i pels integrants Niall Horan, Zayn Malik, Liam Payne, Harry Styles i Louis Tomlinson. Pertany al seu primer àlbum d’estudi, Up All Night (2011), el que va ser el seu debut a la indústria de la música. Va ser llançada per la companyia Sico Records i Sony l’11 de setembre del 2011 i escrita per Savan Kotecha, un lletrista estatunidenc, i composta per Carl Falk, Rami Yacoub. Parla sobre la bellesa i la confiança en un mateix. La cançó té una durada de 3 minuts i 20 segons.

## Autoria
Savan Kotecha és un lletrista i compositor estatunidenc. Ha treballat amb The Weekend, Liam Payne, Elie Goulding, Sam Smith, James Arthur, Katy Perry, i entre d'altres, One Direction. Kotecha, juntament amb Carl Falk i Rami Yacoub, van ser els escriptors de la lletra i de la melodia d’aquesta cançó. En una entrevista de la revista The Hollywood Reporter, Savan Kotecha explica que la lletra va dedicada a la seva dona. Els cantants d’aquesta composició, són els quatre integrants del grup One Direction. Va ser publicada per Syco Music. La cancó va ser gravada a Cosmos Studios i Kinglet Studios a Estocolm, Suècia.

## Intèrprets
La banda estava formada (2010 - 2016) per els quatre integrants, Niall Horan, Zayn Malik, Liam Payne, Harry Styles i Louis Tomlinson i administrada per Simon Cowell. Van participar com a grup al concurs britànic Factor X on van aconseguir la tercera posició. Tot hi no haver-ne guanyat la primera, Simon Cowell, el jutge del reality, els va oferir un contracte discogràfic amb el que van poder treure el seu primer disc de la mà de Syco Music.

## Premis i nominacions
| Any  | Ceremonia                   | Premi                               | Resultat  |
| 2011 | 4Music Video Honours Awards | Millor videoclip del 2011           | Guanyador |
| 2012 | Premis Brit                 | Millor single britànic              | Guanyador |
| 2012 | Myx Music Awards            | Millor video internacional          | Nominat   |
| 2012 | MuchMusic Video Awards      | Video més compartit a la xarxa      | Nominat   |
| 2012 | Teen Choice Awards          | Millor cançó romàntica              | Guanyador |
| 2012 | Kids Choice Argentina       | Cançó preferida                     | Guanyador |
| 2012 | MP3 Music Awards            | Premi IRP (pop)                     | Nominat   |
| 2012 | MTV Music Awards            | Millor video d’un artista revelació | Guanyador |
| 2012 | Video més compartit         | Guanyador                           |           |
| 2012 | Kids Choice Awards Mexico   | Cançó preferida                     | Guanyador |
| 2012 | Premis Telehit              | Cançó del públic                    | Guanyador |
| 2013 | People’s Choice Awards      | Cançó preferida                     | Guanyador |
| 2013 | Worlds Music Awards         | Millor cançó del món                | Nominat   |
| 2013 | Kids Choice Awards          | Cançó preferida                     | Guanyador |
| 2013 | Kids Choice Awards Brasil   | Música preferida                    | Guanyador |
| 2013 | MTV Music Awards Japan      | Millor video d'un artista revelació | Nominat   |
| 2013 | Millor videoclip grupal     | Nominat                             |           |

## En directe
La primera gira de One Direction, va ser la del seu primer album, Up All Night, i van actuar en 58 escenaris diferents. La cançó en concret, ‘What makes you beautiful’, ha estat tocada en directe 374 vegades incloenti en aquesta xifra, les vegades que va ser cantada pel propi grup com les vegades que va ser cantada per diversos artistes externs.

## Videoclip
‘What makes you beautiful’, és la primera cançó de One Direction i també el primer videoclip. Va ser publicat a la plataforma YouTube el 19 d’agost de 2011 on compta amb més de 15 milions de visualitzacions. Va ser dirigit pel director comercial John Urbano, qui afirma en una entrevista amb Entertainment Weekly, que la idea del videoclip musical, va sorgir de Sony, qui els va proporciona el projecte audiovisual. Es va gravar en una platja de Malibu, California i el rodatge es va dur a terme durant dos dies del mes de juliol. Els escenaris del videoclip, són de temática de platja, entre ells la costa, la sorra, el mar i camins que rodegen l’oceà.

## Repercussió
L’àlbum debut de One Direction, Up All Night va ser el disc més venut en 16 països, entre ells, Estats Units, on es va convertir en el primer grup del Regne Unit en debutar a la llista Billboard. Ha sigut certificat quatre vegades disc platí per la Recording Industry Association of America, ja que ha venut més de set milions de còpies a escala mundial. Es va estrenar a la BBC Radio 1 el 10 d’agost de 2011.

## Crèdits
- Baix: Rami Yacoub
- Enginyer Musical: Phil Seaford i John Hanes
- Guitarra: Carl Falk
- Masteritzat per: Tom Coyne
- Productor, Instruments, Programat per: Carl Falk i Rami Yacoub
- Escrit per: Carl Falk, Rami Yacoub i Savan Kotecha
- Veus: Niall Horan, Zayn Malik, Liam Payne, Harry Styles i Louis Tomlinson.[18]